# Omar Cisneros
Omar Cisneros Bonora (né le 19 novembre 1989 à Nuevitas, province de Camagüey) est un athlète cubain, spécialiste du 400 m haies.

## Biographie
Fin 2011, Omar Cisneros remporte le titre du 400 m haies des Jeux panaméricains disputés en altitude à Guadalajara, au Mexique. Auteur de 47 s 99 en finale, il bat le record national de Cuba et le record des Championnats. Il devance sur le podium le Jamaïcain Isa Phillips et le Dominicain Félix Sánchez.
En août 2013, lors des championnats du monde de Moscou, Omar Cisneros se qualifie pour la finale en 47 s 93, établissant la meilleure performance mondiale de l'année, et améliorant de 6/100e son record personnel établi en altitude en 2011. Favori de la finale grâce à son chrono réalisé en demi-finale, il ne termine finalement qu'à la 4e place, dépassé à quelques mètres de la ligne par le serbe Emir Bekrić.
Son meilleur temps en 2014 est 49 s 56, lorsqu'il remporte les Jeux d'Amérique centrale et des Caraïbes.

### Palmarès
| Date | Compétition                                      | Lieu             | Résultat | Épreuve     |         |
| ---- | ------------------------------------------------ | ---------------- | -------- | ----------- | ------- |
| 2008 | Championnats ibéro-américains                    | Iquique          | 1er      | 4 × 400 m   |         |
| 2008 | Championnats d'Amérique centrale et des Caraïbes | Cali             | 3e       | 400 m       |         |
| 2008 | Championnats d'Amérique centrale et des Caraïbes | Cali             | 1er      | 4 × 400 m   |         |
| 2009 | Championnats d'Amérique centrale et des Caraïbes | La Havane        | 1er      | 4 × 400 m   |         |
| 2010 | Championnats ibéro-américains                    | San Fernando     | 1er      | 400 m haies |         |
| 2010 | Championnats ibéro-américains                    | San Fernando     | 1er      | 4 × 400 m   |         |
| 2011 | Jeux panaméricains                               | Guadalajara      | 1er      | 400 m haies |         |
| 2011 | Jeux panaméricains                               | Guadalajara      | 1er      | 4 × 400 m   |         |
| 2013 | Championnats du monde                            | Moscou           | 4e       | 400 m haies |         |
| 2013 | Ligue de diamant                                 | Ligue de diamant | 4e       | 400 m haies | détails |
| 2014 | Jeux d'Amérique centrale et des Caraïbes         | Xalapa           | 1er      | 400 m haies |         |

### Records
| Épreuve     | Performance | Lieu   | Date             |
| ----------- | ----------- | ------ | ---------------- |
| 400 m       | 45 s 47     | Padoue | 2 septembre 2012 |
| 400 m haies | 47 s 93     | Moscou | 13 août 2013     |